# 몬스터 패밀리
《몬스터 패밀리》(영어: Monster Family 또는 Happy Family)는 2017년 개봉한 영국과 독일의 애니메이션 영화이다.

## 줄거리
만나면 싸우기만 하는 ‘위시본’ 가족은 화합을 위해 할로윈 파티를 준비하게 된다. 파티를 준비하던 엄마 ‘엠마’는 뱀파이어 이빨을 찾던 중 진짜 드라큘라와 전화연결이 되고 외로움에 지쳐있던 드라큘라의 음모로 순식간에 가족 모두가 몬스터로 변해버린다. 위시본 가족이 몬스터로 변한 후 평범한 일상으로 돌아오기 위해 펼지는 이야기이다.

## 출연진
- 에밀리 왓슨 - 엠마 목소리 역
- 닉 프로스트 - 프랭크 목소리 역
- 제시카 브라운 핀들레이 - 페이 목소리 역
- 셀리아 아임리 - 샤이엔 목소리 역
- 캐서린 테이트 - 바바 야가 목소리 역
- 제이슨 아이삭스 - 드라큘라 목소리 역
- 이완 베일리 - 렌필드 목소리 역
- 에단 라우스 - 맥스 목소리 역
- 다니엘 벤 제노 - 임호텝 목소리 역
- 엠마 테이트 - 모델 목소리 역

## 한국어 더빙
- 정찬우 - 렌필드 목소리 역
- 김태균 - 드라큘라 목소리 역